# Ochthebius lividipennis
Ochthebius lividipennis är en skalbaggsart som beskrevs av Peyron 1858. Ochthebius lividipennis ingår i släktet Ochthebius och familjen vattenbrynsbaggar. Inga underarter finns listade i Catalogue of Life.